# Winterbourne Gunner
Winterbourne Gunner är en by i civil parish Winterbourne, i distriktet Wiltshire, i grevskapet Wiltshire, i England. Byn är belägen 7 km från Salisbury. Winterbourne Gunner var en civil parish fram till 1934 när blev den en del av Winterbourne. Civil parish hade 292 invånare år 1931.